# Okres Radom
Okres Radom (polsky Powiat radomski) je okres v polském Mazovském vojvodství. Rozlohu má 1529,75 km² a v roce 2020 zde žilo 152 190 obyvatel. Sídlem správy okresu je město Radom, které však není jeho součástí, ale tvoří samostatný městský okres.

## Gminy
Městská:
- Pionki

Městsko-vesnické:
- Iłża
- Jedlnia-Letnisko
- Przytyk
- Skaryszew

Vesnické:
- Gózd
- Jastrzębia
- Jedlińsk
- Kowala
- Pionki
- Wierzbica
- Wolanów
- Zakrzew

## Města
- Iłża
- Jedlnia-Letnisko
- Pionki
- Przytyk
- Skaryszew

## Demografie
Počet obyvatel (informace z 30. června 2005):
|         | Celkem  | Celkem | Ženy   | Ženy | Muži   | Muži |
|         | Osob    | %      | Osob   | %    | Osob   | %    |
| ------- | ------- | ------ | ------ | ---- | ------ | ---- |
| Celkem  | 144 591 | 100    | 72 616 | 50,2 | 71 975 | 49,8 |
| Město   | 29 123  | 100    | 15 103 | 51,9 | 14 020 | 48,1 |
| Vesnice | 115 468 | 100    | 57 513 | 49,8 | 57 955 | 50,2 |